# My Boo
My Boo is een single uit 2004 van de Amerikaanse R&B-artiesten Usher en Alicia Keys. De single staat uitsluitend op de Special Edition van Ushers album Confessions uit 2004. Het is de vierde single voor Usher van dat album en tevens de vierde single die de nummer 1-positie behaalde in de Amerikaanse Billboard Hot 100. Voor Alicia Keys was het haar vijfde nummer 1-hit in de Verenigde Staten (in haar carrière). Het oorspronkelijke plan was om My Boo op de eerste uitgave van Confessions te plaatsen. De single zou dan een duet zijn geweest tussen Usher en Beyoncé. Er werd echter besloten om het nummer opnieuw op te nemen, maar dan met Alicia Keys.
"Boo" is in het Engels straattaal voor een vriend/vriendin. Dit woord wordt vooral gebruikt in de Afro-Amerikaanse gemeenschap.
De single bevat een sample van He’s All I Got, een nummer van de Love Unlimited Orchestra (bekend van Barry White).

## Tracks
Groot-Brittannië cd 1
1. Confessions Part II
2. My Boo (met Alicia Keys)

Groot-Brittannië cd 2
1. Confessions Part II
2. My Boo (met Alicia Keys)
3. Confessions Part II (met Shyne, Kanye West & Twista)
4. Confessions Part II (Video)
5. My Boo (met Alicia Keys) (Video)

| My Boo in de Nederlandse Top 40 - binnen: week 43 | My Boo in de Nederlandse Top 40 - binnen: week 43 | My Boo in de Nederlandse Top 40 - binnen: week 43 | My Boo in de Nederlandse Top 40 - binnen: week 43 | My Boo in de Nederlandse Top 40 - binnen: week 43 | My Boo in de Nederlandse Top 40 - binnen: week 43 | My Boo in de Nederlandse Top 40 - binnen: week 43 | My Boo in de Nederlandse Top 40 - binnen: week 43 | My Boo in de Nederlandse Top 40 - binnen: week 43 | My Boo in de Nederlandse Top 40 - binnen: week 43 | My Boo in de Nederlandse Top 40 - binnen: week 43 | My Boo in de Nederlandse Top 40 - binnen: week 43 |
| Week                                              | 1                                                 | 2                                                 | 3                                                 | 4                                                 | 5                                                 | 6                                                 | 7                                                 | 8                                                 | 9                                                 | 10                                                | 11                                                |
| ------------------------------------------------- | ------------------------------------------------- | ------------------------------------------------- | ------------------------------------------------- | ------------------------------------------------- | ------------------------------------------------- | ------------------------------------------------- | ------------------------------------------------- | ------------------------------------------------- | ------------------------------------------------- | ------------------------------------------------- | ------------------------------------------------- |
| Nummer                                            | 28                                                | 8                                                 | 5                                                 | 6                                                 | 8                                                 | 12                                                | 18                                                | 18                                                | 27                                                | 36                                                | Uit                                               |